# فرودگاه دنیل ز. روموالدز
فرودگاه دنیل ز. روموالدز (به انگلیسی: Daniel Z. Romualdez Airport) (به زبان بومی: Paliparang Daniel Z. Romualdez) یک فرودگاه همگانی مسافربری با کد یاتا TAC است که یک باند فرود آسفالت دارد و طول باند آن ۲۱۳۸ متر است. این فرودگاه در شهر تاکلوبان کشور فیلیپین قرار دارد و در ارتفاع ۳ متری از سطح دریا واقع شده‌است.

## شرکت‌های هواپیمایی و مقصدهای پروازی
| شرکت‌های هواپیمایی                      | مقصدهای پروازی              |
| -------------------------------------- | --------------------------- |
| سبو پسیفیک                             | نینوی آکوئینو               |
| سبو پسیفیک اجرا توسط Cebgo             | مکتان-کبو، فرانسیسکو بنگویی |
| فیلیپین ایرلاینز اجرا توسط PAL Express | مکتان-کبو، نینوی آکوئینو    |
| ایراژیا فیلیپینز                       | نینوی آکوئینو               |